# Tiburce (bande dessinée)
Pour les articles homonymes, voir Tiburce.
Tiburce est une série de bande dessinée de Téhem dont l'action se déroule sur l'île de La Réunion. Elle raconte sous une forme comique les aventures d'un petit garçon appelé Tiburce et de ses amis du même âge dans son quartier de "l'îlet Titby", un village imaginaire des hauts. 
Les albums reprennent avec humour les différents clichés existants sur l'île de la Réunion, concernant les origines ethniques de chacun des personnages, les pratiques religieuses et/ou culturelles,...
La majorité des interactions entre les différents personnages se fait en créole réunionnais.

## Personnages Principaux
- Tiburce

Personnage central de la série, Tiburce est un jeune réunionnais des hauts, reconnaissable à ses cheveux blonds, ses tâches de rousseur et sa dentition désordonné. Toujours accompagné de Zézé et sa sœur, il se déplace exclusivement en "pneu-à-bâtons", seul moyen de transport efficace pour franchir les ravines en faisant un maximum d'éclaboussures. Il a un frère aîné qui ne vit que pour sa voiture, et un petit frère encore bébé. 
- "Zozef"

De son vrai nom, Joseph, il est le père de Tiburce. C'est un personnage assez fainéant et toujours endetté auprès de Law-Law et Patelia, auxquels il doit de nombreuses ardoises. Alcoolique, il passe ses journées à boire toutes sortes de bières locales et de rhums arrangés. On dit de lui qu'il a acquis l'étonnante capacité de retrouver son chemin après avoir testé une trentaine de rhums arrangés.
- La mère de Tiburce.

Personnage discret et dont le nom est inconnu, elle n'apparaît que assez peu pendant toute la durée de la série. Elle est assez corpulente physiquement.
- Mémé Florida.

Vieille dame autant crainte que respecté par son entourage, car pratiquant la sorcellerie, un art qu'elle ne maîtrise que très rarement. Elle est souvent observée auprès de Saint-Expédit, une divinité locale présente sous les traits d'un romain en plâtre peint abrité sous un autel en bois (seul l'autel est visible). Elle se prend souvent la tête avec le père Grimberger qui cherche à la ramener vers le chemin de la foi.
- Patelia.

Marchand de tissus arabe du village, il est surtout connu pour son sens de l'esthétique vestimentaire assez discutable.
- Law-Law.

Epicicier chinois du village, la totalité des denrées alimentaires qu'il propose est immangeable pour de nombreuses raisons. Sa spécialité étant les « macatias au béton » (des sortes de petits pains carrés et sucrés réunionnais), qui ont trouvé de larges applications autres qu'alimentaires.
- Le père Griberger.

Vieux prêtre convaincu par la foi, il cherche toujours à ramener les âmes égarés dans le droit chemin et à remplir l'église du village. Il est plutôt bienveillant, mais assez naïf et pas toujours dans l'exemple.
- Dr Gratapoulé.

Maire du village et médecin généraliste, il maîtrise dans ces deux disciplines l'art de la langue de bois. Il est souvent confronté aux revendications de la population locale en manque de tout, et aux problèmes de déficits financiers de ses services publics causés par ses détournements de fond personnel.
- Zézé et sa sœur.

Ce sont les deux compagnons de jeu de Tiburce, toujours prêts à animer leur village en n'épargnant rien ni personne (y compris les animaux).
- "Tiquatorze".

SDF du village, on la reconnaît à l'empilade de couches de vêtements sales qu'elle porte sur elle, et à son baluchon de linge tout aussi sale. Elle habite dans une boîte en carton sur le trottoir. Son surnom est dû à une petite malformation surnuméraire.

## Autres personnages
- Mr Hoayet, un célèbre doyen réunionnais (à la fin du tome 2).

- Raymond Tangatchy, un célèbre coureur de la Réunion originaire de Saint-Louis, connu pour avoir couru en quatre jours les 225 kilomètres du "tour de l'île" en étant pieds nus, en septembre 1966 (à la fin du tome 3, surnommé "monsieur Gatchy").

## Albums parus
Les histoires de Tiburce sont racontées sous forme de comic strip. D'abord publiées dans la revue satirique réunionnaise Le Cri du Margouillat, puis dans le journal Le Quotidien de la Réunion, elles ont été réunies sous forme d'albums à partir de 1996 et édités par les éditions Centre du monde (créées par l'équipe du Cri du Margouillat) puis par les éditions Glénat. La série compte 6 tomes.
- Éditions Centre du monde, collection Bichik. En noir et blanc.
  - 1- Îlet Titby. 1996.  (ISBN 2-912013-00-3)
  - 2- Votez Law Law !. 1998.  (ISBN 2-912013-03-8)[2]
  - 3- Chacun ses brèdes. 1999.  (ISBN 2-912013-07-0)
  - 4- À cons. de préf. régionale. 2001.  (ISBN 2-912013-13-5)

- Éditions Glénat, collection Tchô ! La Collec. En couleur.
  - 5- Soleil Zoreil. 2010.  (ISBN 978-2-7234-7781-9)
  - 6- En roue libre. 2012.  (ISBN 978-2-7234-8298-1)[3]